# Julia Born
Pour les articles homonymes, voir Born.
Julia Born, née en 1975 à Zurich, est une graphiste suisse.

## Biographie
Julia Born est née en 1975 à Zurich. Elle suit des études à l'Académie Gerrit Rietveld,, où elle enseigne également depuis 2003.
Elle travaille comme designer indépendante principalement dans le secteur culturel, pour Casco à Utrecht, TNT Post, le Stedelijk Museum d'Amsterdam, Metropolis M et avec différents artistes. Avec la créatrice de mode JOFF et l'artiste Alexandra Bachzetsis, elles travaillent ensemble à l'intersection des différentes disciplines. De 2003 à 2007, elle est membre du jury du Best Carefull Books in Switzerland. En 2008, elle reçoit le Charlotte Köhler Stipendium (de), en 2009 le prix Inform Award for Conceptual Design et en 2011 le prix Jan Tschichold.
Elle travaille sur plusieurs projets et publications entre la Suisse et les Pays-Bas, pour des clients tels que le musée Boijmans Van Beuningen, l'Office fédéral de la culture, Berne, Casco - Office de l'art, du design et de la théorie, Utrecht, le magazine d'art contemporain.
Depuis 2012, elle travaille à Berlin.
Julia Born a travaillé également pour le Centre culturel suisse de Paris, la Kunsthalle de Bâle, le Musée Guggenheim de New York, la Hamburger Bahnhof de Berlin, et fait partie des graphistes engagés pour la documenta 14 à Cassel et Athènes.
En 2021, elle est lauréate du Grand Prix suisse de design.

## Publications
Six livres dont :
- (en) Ofoffjoff – One To One, avec le styliste néerlandais JOFF, 2007,  (ISBN 9789090215839)[3]
- Klaus Born - Malerei[3]
- Le nouveau siècle[3]

## Prix
- 2003, 2004, 2007, 2008, 2009, 2010, 2011 : Prix Les plus beaux livres suisses
- 2003[7], 2007[8] : Prix suisses de design dans la catégorie design graphique
- 2007 : Best Designed Books, Stedelijk Museum, Amsterdam
- 2008 : Inform. Preis für konzeptionelles Gestalten
- 2008 : Charlotte Köhler Stipendium[4]
- 2009 : prix Inform Award for Conceptual Design[4]
- 2011 : prix Jan Tschichold[4]
- 2021 : Grand Prix suisse de design

## Expositions personnelles
- 2009 : Title of the Show, Leipzig[9]
- 2022 : All Capitals, Musée d'Art contemporain de Rome[10]

### Revue
- Faire – Regarder le graphisme, volume 3, n°11, 2018